# Киезануова (Италия)
Киезануо̀ва (на италиански: Chiesanuova; на пиемонтски: Gesianuova, Джезианеува) е село и община в Метрополен град Торино, регион Пиемонт, Северна Италия. Разположено е на 664 m надморска височина. Към 1 януари 2020 г. населението на общината е 220 души, от които 40 са чужди граждани.